# WE3
WE3 ist eine drei Hefte umfassende Miniserie des Autors Grant Morrison und des Zeichners Frank Quitely, die ihren kinetischen Stil selbst als westlichen Manga beschreiben. Die Serie wurde Ende 2004 bei Vertigo, einem Imprint von DC Comics, veröffentlicht.

## Inhalt
Als aus drei Haustieren – dem Hund „Bandit“, der Katze „Tinker“ und dem Kaninchen „Pirate“ – kybernetische Killer-Maschinen werden, hofft die US-Regierung eine neue Ära der Kriegsführung einzuläuten. Erneuert als „1“, „2“ und „3“ bilden die tierischen Cyborg-Protagonisten ein ausgewogenes soziales Netzwerk, das arbeitsteilig seine tödlichen Missionen erfüllt. Trotz des Erfolges wird das Programm auf Anordnung eines Senators eingestellt. Seine Schöpferin, Roseanne „Dr. Dolittle“ Berry, lässt das titelgebende Trio „Weapon 3“ (WE3) frei, in der Hoffnung, dass die Tiere ihrem Schicksal entfliehen können.
So unterschiedlich die Vierfüßler auch sein mögen, sie ergänzen einander perfekt. Während der Hund stets loyal gegenüber Menschen ist und deren Zuneigung sucht, folgt die befehlsresistente Katze lieber abseits ihren Mordgelüsten. Das Kaninchen ist der Mediator zwischen 1 und 2, wenn es nicht gerade mit seinem Stoffwechsel beschäftigt ist. Im Kampf funktionieren die Biester allerdings wie ein perfekt abgestimmter Organismus.
Die drei Protagonisten versuchen ein nicht existierendes Zuhause zu finden. Dabei morden sie sich beinahe beiläufig durch Regierungstruppen, Helikopter und andere Killer-Cyborgs. Die tierische Hilflosigkeit wird durch den rudimentären Wortschatz unterstrichen. Im Moment der Verzweiflung, der Selbstaufgabe des Hundes, ist es ausgerechnet die unnahbare Katze, die ihn ermutigt und erkennt, dass die drei das ersehnte Zuhause gefunden haben.
Vordergründig verschmilzt WE3 Splatter-, Horror- und Roadmovie-Elemente zu einer Geschichte über die menschliche Hybris und ihre Folgen. Die Wahl der Protagonisten – eigentlich unschuldige Haustiere – erhöht die Surrealität des Stoffes. Die abstrakten Dialoge sind nuanciert. Zentrales Thema des Werks ist die Selbsterkenntnis als Ausweg aus dem Leid.
Die Bilder von Frank Quitely runden Morrisons Geschichte ab. Sie zeigen die Kraft der Tiere, die über einen anderen Sinn für Raum und Zeit verfügen und so perfekte Soldaten bilden. Quitely springt zwischen Panels, zeichnet aus ungewöhnlichen Blickwinkeln, lässt den Leser aus Sicherheitskameras oder den technisch modifizierten Augen der Tiere schauen und beschleunigt das Storytelling durch den Wechsel von mikroskopischen 18-Panel Seiten zu doppelseitigen Widescreen-Panels.

## Filmadaption
New Line Cinema kaufte die Filmrechte an WE3. Susan Montford, Rick Benattar und AngryFilms’ Don Murphy sind als Produzenten genannt. New Line verhandelt mit Autor Grant Morrison über die Umsetzung des Screenplays. Mittlerweile wurde bekannt, dass John Stevenson (Kung Fu Panda) Regie führen wird.

## Veröffentlichungen
WE3 (ISBN 1401204953), ein Softcover Trade Paperback, beinhaltet die Miniserie. Der Band wurde am 1. Juni 2005 veröffentlicht.